# 4112 Hrabal
4112 Hrabal este un asteroid din centura principală, descoperit pe 25 septembrie 1981 de Marie Mahrová.